# Madonna col Bambino e i santi Agostino, Tommaso Apostolo e Nicola da Tolentino

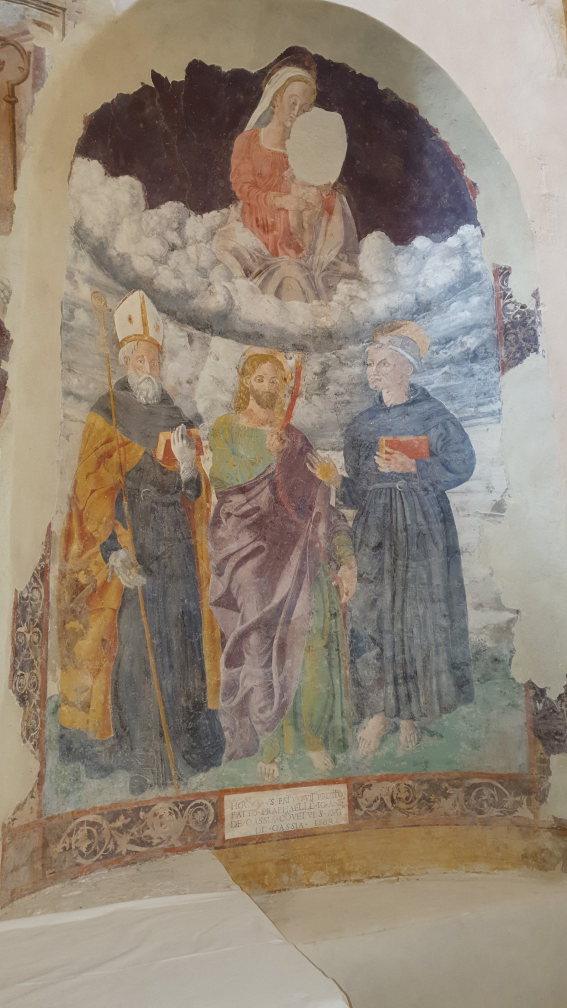
Madonna col Bambino e i santi Agostino, Tommaso Apostolo e Nicola da Tolentino

Madonna col Bambino e i santi Agostino, Tommaso Apostolo e Nicola da Tolentino è un affresco di un anonimo del 1563, collocato nella Chiesa di Sant'Agostino (Cascia).

## Notizie storiche
Dalla documentazione notarile risulta che il 19 maggio 1557 gli agostiniani concessero a Raffaele di Giovanni Antonio di Cascia di poter costruire una tomba e una cappella, nella Chiesa di Sant'Agostino (Cascia), che doveva riguardare San Tommaso apostolo.
La cappella è venuta alla luce durante i lavori di restauro della chiesa alla fine del 1999.

## Descrizione
L'affresco, realizzato da un autore ignoto, è collocato in una nicchia nella parete sinistra della navata della chiesa di Sant'Agostino (Cascia). 
L'affresco raffigura in alto la Madonna con il Bambino che donano una cintura rossa a San Tommaso. Nella parte "terrena", in basso, sono rappresentati tre Santi (da sinistra): Sant'Agostino, San Tommaso e San Nicola da Tolentino.
Nel bordo inferiore dell'affresco si trova un'iscrizione che presenta il nome del committente, Raffaele di Giovanni Antonio di Cascia, e l'anno di esecuzione 1563.

## Iconografia
L'iconografia deriva da un episodio narrato nell'apocrifo Transitus della Beata Maria Vergine secondo il quale Maria, poco prima di morire, avrebbe richiamato nella Valle di Giosafat gli Apostoli e avrebbe donato a Tommaso la sua cintura. 
La scena dell'affresco segue l'iconografia tradizionale ma San Tommaso è affiancato da Sant'Agostino e San Nicola da Tolentino, poiché la chiesa in cui si trova l'affresco è dell'Ordine degli Agostiniani. 